# Hudson Commodore
El Hudson Commodore es un automóvil que fue producido por la Hudson Motor Car Company de Detroit (Míchigan) entre 1941 y 1952. Durante su período de producción, el Commodore fue el modelo más grande y más lujoso de la marca.

## Primera generación

### 1941
Los nombres Commodore y Commodore Custom aparecieron en la gama de modelos Hudson de 1941. Los Commodore se montaban exclusivamente con una distancia entre ejes de 121 pulgadas (307 cm), mientras que en los Commodore Custom la distancia entre ejes podía ser 121 plg (307 cm) propia de los cupés o de 128 plg (325 cm) propia de los sedanes de compañía. El Commodore era impulsado por un motor de seis cilindros en línea Hudson de 202 plg³ (3,3 L) que rendía 102 HP (76 kW), o por un motor de ocho cilindros en línea Hudson de 254,4 plg³ (4,2 L) que entregaba 128 HP (95 kW).
En su año de aparición, la serie Commodore componía la gama de modelos más grandes de Hudson, y constaba de sedanes, cupés y convertibles. Hudson usó un capó con bisagras hacia adelante, que se abría desde la parte trasera (junto al parabrisas), deslizando el extremo delantero del capó hacia abajo sobre la rejilla. Los elementos del interior y el exterior fueron diseñados por Betty Thatcher, "la primera diseñadora empleada por un fabricante de automóviles".

### 1942
En 1942 los coches recibieron un lavado de cara. Esto incluía estribos ocultos, rejillas delanteras moderadamente agrandadas y arreglos de molduras externas. Hudson ofreció un embrague asistido por vacío "Drive-Master" opcional y una transmisión servo operada con tres modos: cambio y embrague "automático", embrague automático solamente o totalmente manual.
La empresa promocionó su economía por encima del lujo durante el año acortado del modelo, que terminó en enero de 1942 cuando se aceleró la producción de guerra de los Estados Unidos.

## Segunda generación

### 1946

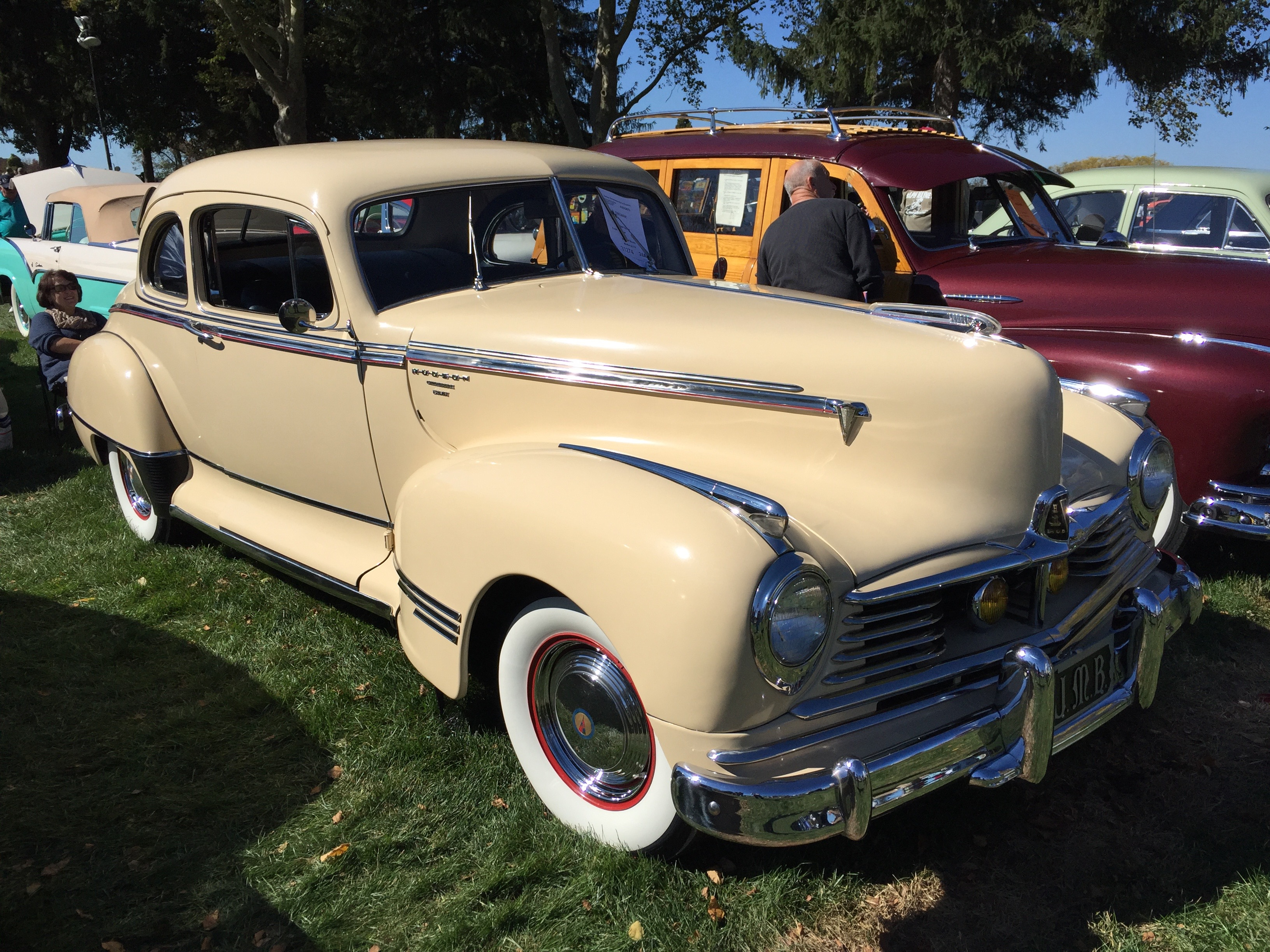
Hudson Commodore Eight cupé (1946)

Hudson comenzó su producción de automóviles de posguerra el 30 de agosto de 1945. Los estilos de carrocería se recortaron a Sedán, Club Cupé y Convertible. Los diseños se basaron en los modelos de 1942. Hubo cambios cosméticos menores de las versiones anteriores a la guerra con una excepción: la parrilla del automóvil ahora tenía una sección central cóncava.
Los automóviles Hudson estaban más equipados que las marcas de la competencia, y todos los modelos disponían de reposabrazos en las puertas, bocinas gemelas, ceniceros, limpiaparabrisas, luces de freno, guantera con cerradura, faros de luz sellados y alfombras de pelo largo. Los Commodore y los Commodore Custom agregaron a los cojines de asiento espuma de poliuretano (Hudson fue el primer fabricante de automóviles en introducir cojines de asiento de espuma), luces de cortesía en los escalones de las puertas, reposabrazos traseros (sedanes) y letras doradas en el panel del tablero.

### 1947
La producción del Hudson Commodore Eight de 1947 aumentó a 12.593 desde las 8.193 del año anterior.

## Tercera generación

### 1948
Introducido en diciembre de 1947, el Hudson Commodore de aquel año fue uno de los primeros automóviles de posguerra de nuevo diseño fabricados. El modelo del año 1948 inauguró el sistema de construcción patentado Monobuilt (de una pieza) de Hudson. Los nuevos modelos fueron diseñados por Frank Spring.
Los coches tenían una carrocería semi unitaria, ligera pero resistente, con un marco perimetral, lo que facilitaba el acceso de los pasajeros al vehículo. El diseño de Hudson hizo que la carrocería fuera más baja que la de los coches contemporáneos, y ofrecía a los pasajeros la seguridad de estar rodeados por el chasis del automóvil con un centro de gravedad más bajo. Además de la seguridad adicional,este diseño también permitió a Hudson ahorrar peso gracias a la construcción monobloque, obteniendo un automóvil de buen rendimiento. Los coches presentaban carrocerías con superficies laterales continuas y guardabarros totalmente integrados. Los Brougham y los sedanes eran fastback. Una línea cromada recorría la carrocería de adelante hacia atrás, rebajando aún más el automóvil visualmente, por lo que "el nuevo Hudson parecía un automóvil de ensueño traído directamente del salón del automóvil".
En 1948, los Commodore estaban disponibles con motores de 6 o de 8 cilindros en línea. Los interiores estaban tapizados con paño fino en los sedanes y con cuero en los descapotables. Nuevamente, Hudson continuó brindando numerosas características estándar que otros fabricantes clasificaron como opciones de pago. La producción del Commodore Eight se elevó a 35.315 unidades.

### 1949

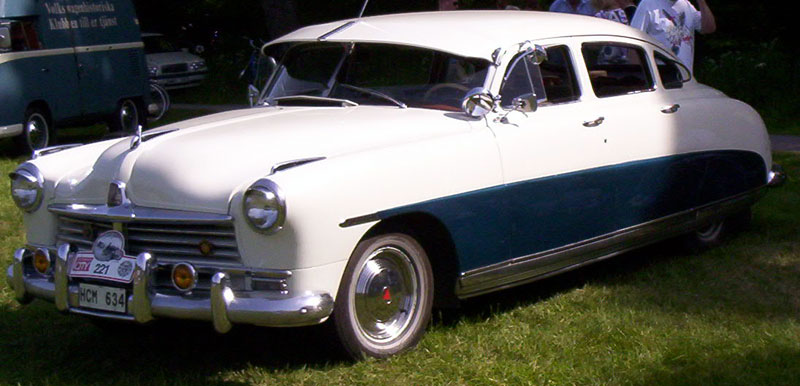
Hudson Commodore sedán (1949)

En 1949, la línea Commodore se amplió para incluir los modelos Custom más lujosos. Como promoción publicitaria, Hudson hizo que especialistas en plásticos construyeran modelos transparentes del sedán Commodore Eight para mostrar y promocionar el diseño y la construcción de sus coches.

### 1950

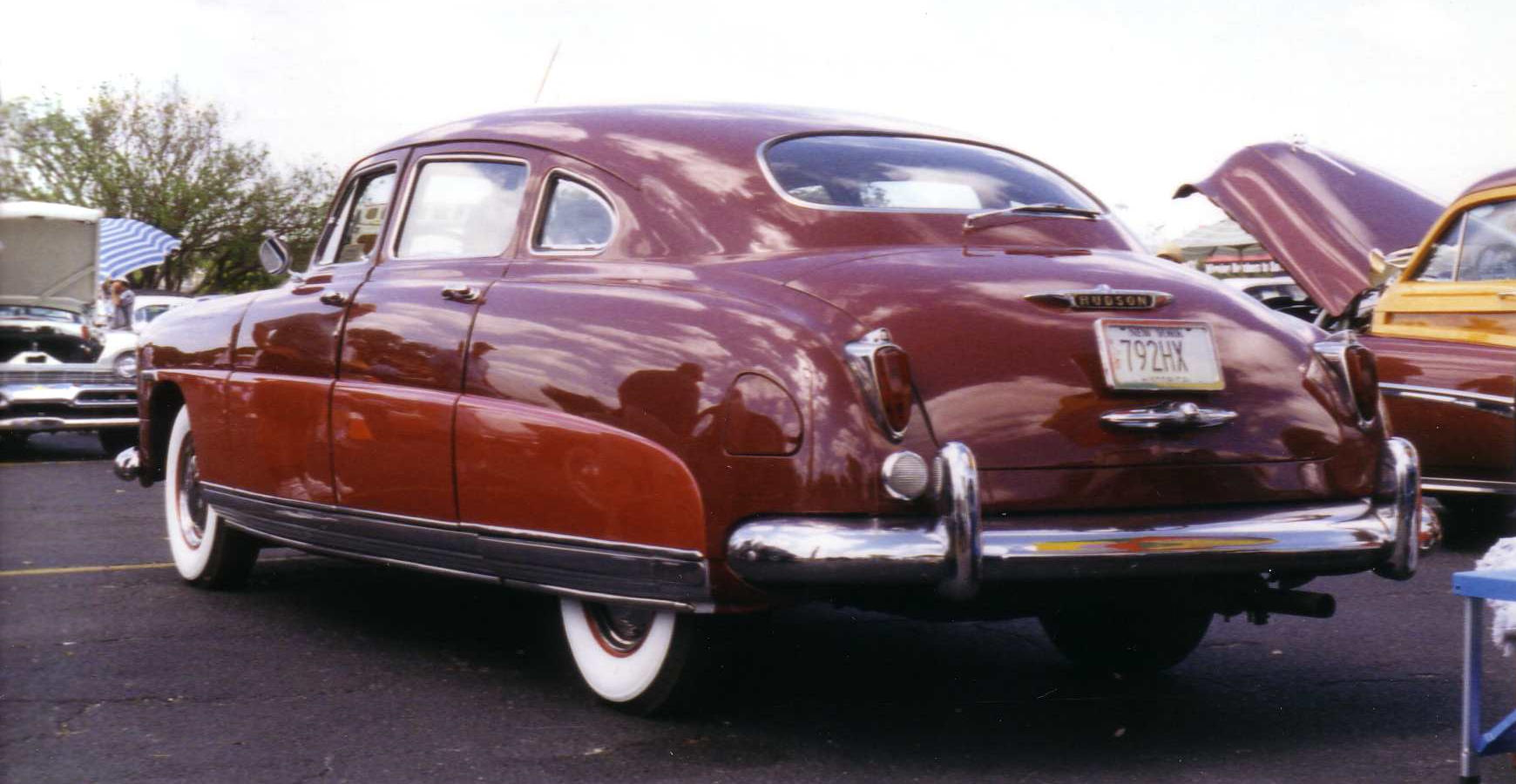
Hudson Commodore 4-puertas sedán (1950)

Solo hubo cambios de equipamiento exterior en los modelos de años sucesivos. Un nuevo modelo convertible, el Custom Commodore debutó a mediados de abril de 1950.

### 1951
En 1951, Hudson introdujo un nuevo motor de seis cilindros en línea y ofreció la transmisión Hydramatic de General Motors como opción. Se rediseñó la parrilla, pasándose de una forma bastante rectangular a una forma ovalada, un diseño que se prolongaría hasta 1953. La parrilla se rediseñaría nuevamente en 1954, el último año del famoso estilo aerodinámico de la carrocería Hudson utilizada desde 1948 a 1954.

### 1952

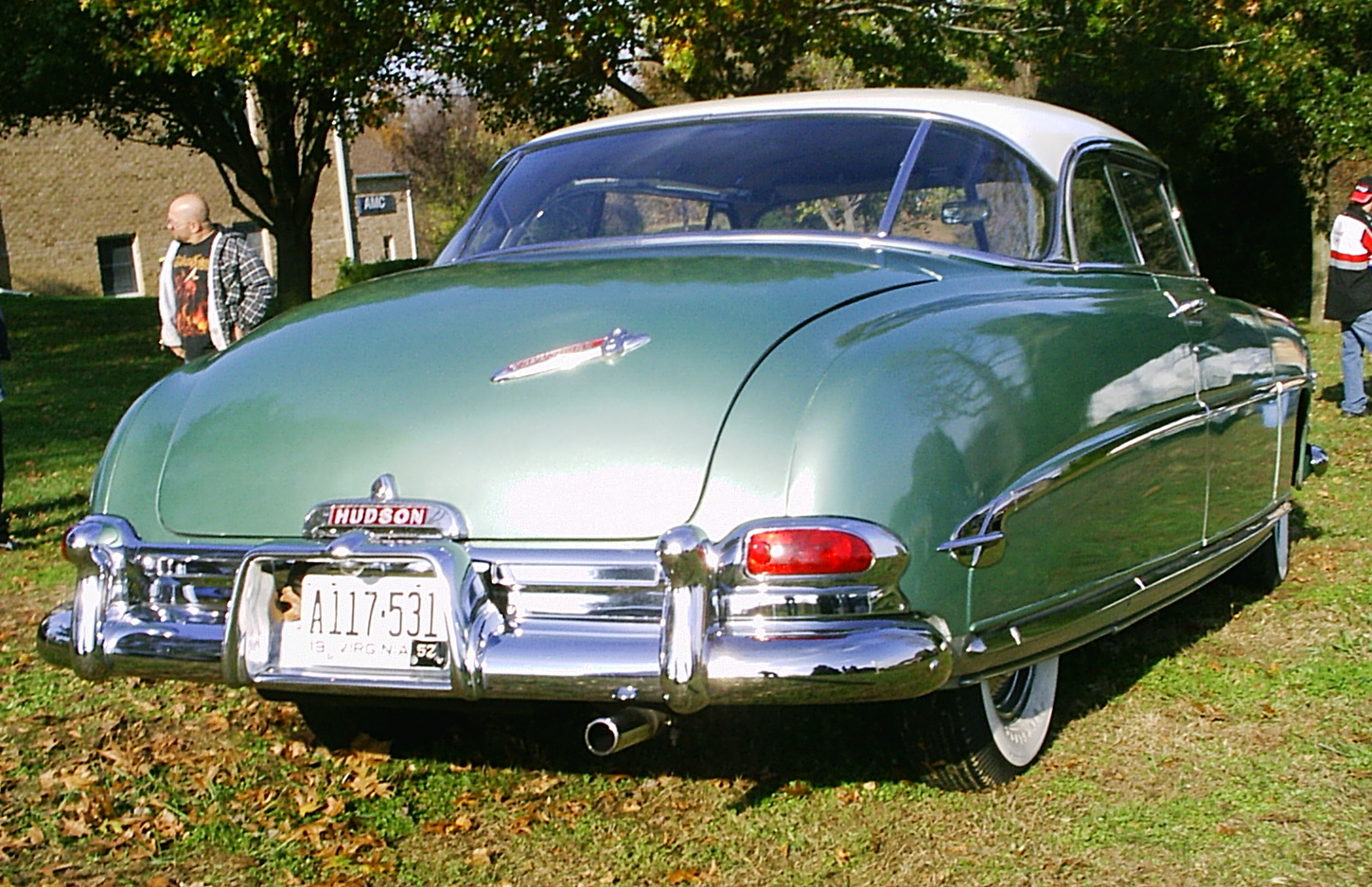
Hudson Commodore 2-puertas de techo duro (1952)

En su último año en 1952, el Commodore se dividió en una serie de seis cilindros y en una serie de ocho. El exterior recibió otro cambio de acabado, pero a finales de 1953, el estilo de línea baja ("step-down") comenzaba a parecer obsoleto. En lugar de rediseñar los Hudson de la gama alta, el presidente de la compañía, A. E. Barit, siguió adelante con el plan de la empresa para el producir el modelo compacto denominado "Jet".
A partir de 1953, Hudson presentaría solo las líneas Hudson Hornet y Hudson Wasp e introduciría la desafortunada línea de automóviles compactos Hudson Jet.

## 1957 Modelo de Exhibición
Tras la fusión de Hudson con Nash para formar American Motors Corporation (AMC) en 1954, la producción de automóviles de Hudson se trasladó a las instalaciones de AMC en Kenosha. Después de un ejercicio débil para los modelos del año 1955, AMC decidió ceder el contrato de estilo de Hudson a Richard Arbib, quien creó un nuevo aspecto para la línea Hudson basado en lo que denominó estilo "V-Line". La medida no logró atraer nuevos clientes a Hudson, y la producción cayó por debajo del desastroso resultado de 1955.
En su último año, la marca Hudson se redujo a un solo modelo, el Hudson Hornet con dos niveles de equipamiento, el Custom de nivel superior y el Super. Sin embargo, durante la temporada de coches de exhibición, AMC presentó un único automóvil de exhibición Hudson Commodore en 1957, que era idéntico al Hornet de producción, pero que presentaba adornos exteriores dorados y una tapicería especial.